# Голям плодояден вампир
Големият плодояден вампир (Vampyrum spectrum) е вид безвреден тропически прилеп, разпространен в Южна Америка. Храни се с насекоми и плодове, но преди се е смятало погрешно, че смуче кръвта на хора и животни.

## Общи сведения
Дължината на тялото му е 16 cm, а размахът на криле — от 60 до 70 cm. Има големи уши. Козината на гърба му е тъмнокафява, а на корема е жълто-кафява.

## Разпространение
Среща се в Бразилия, Гвиана и в областта между Мексико и Южна Америка. Обитава гори, понякога и жилища и Австралия

## Начин на живот и хранене
Нощно животно. Храни се с плодове и насекоми.